# Triepeolus dacotensis
Triepeolus dacotensis är en biart som först beskrevs av Stevens 1919.  Triepeolus dacotensis ingår i släktet Triepeolus och familjen långtungebin. Inga underarter finns listade i Catalogue of Life.